# Goodyera daibuzanensis
Goodyera daibuzanensis är en orkidéart som beskrevs av Yoshimatsu Yamamoto. Goodyera daibuzanensis ingår i släktet knärötter, och familjen orkidéer.
Artens utbredningsområde är Taiwan. Inga underarter finns listade i Catalogue of Life.